# Турнерелли, Эдуард Петрович
 Эдуард (Эдвард) Петрович Турнерелли (англ. Edward Tracy Turnerelli; 13 октября 1813, Лондон — 24 января 1896, Уорикшир) — лектор английского языка в Казанском университете, художник, писатель и краевед.

## Биография
Родился 13 октября 1813 года в Лондоне. Родители его принадлежали к купеческому сословию и оставили ему значительные средства для образования в Карлоу-колледже в Ирландии, откуда он был выпущен с одобрительным свидетельством о поведении и успехах в науках. В Россию прибыл в 1836 году, получив в Санкт-Петербургском университете звание домашнего учителя с правом преподавания английского и латинского языков. 
По ходатайству попечителя Казанского округа Мусина-Пушкина министр народного просвещения С. С. Уваров 4 апреля 1837 года дал согласие на определение великобританского подданного Турнерелли лектором английского языка в Казанский университет с поручением ему же обучения английскому языку и в Казанской 1-й гимназии (за отдельное вознаграждение). Штатная служба его должна была считаться с 1 августа 1837 года.
В Казани стал зарисовывать впечатления о городе. В результате, довольно скоро составил альбом видовых рисунков города, который был издан в 1839 году в Лондоне. Свежеотпечатанные экземпляры альбома с литографиями он преподнёс наследнику российского престола Александру Николаевичу, а также министру народного просвещения графу С. С. Уварову. В ответ получил от цесаревича бриллиантовый перстень и благодарственное письмо.
Выход его книги Kazan et ses habitants («Казань и ее обитатели»), в которой изобразил праздный образ жизни и нравы казанского чиновничества, вызвал неудовольствие в местном обществе, в результате чего Турнерелли был вынужден покинуть Казань. 13 сентября 1844 года он был по прошению уволен от службы при университете, с перемещением на должность учителя английского языка при морском кадетском корпусе в Санкт-Петербурге. Недолго проработав в Петербурге, он решил вернуться в Англию. Там выпустил очередную книгу «Россия на границе с Азией», познакомившую иностранцев с историей Волжского края России. Кроме того, успешно выступал на родине с публичными лекциями по российской истории.
Скончался в Англии в Уорикшире 24 января 1896 года.

## Труды
- Russia on the borders of Asia : Kazan, the ancient capital of the Tartar khans: with an account of the province to which it belongs, the tribes and races which form its population, etc. Vol. 1